# Sylvius Leopold Weiss
Sylvius Leopold Weiss (první jméno uváděno i jako Silvius nebo Silvyus, 12. října 1687 – 16. října 1750) byl německý hudební skladatel a loutnista.

## Život
Narodil se v Grottkau (dnes Grodków) u Vratislavi. Jeho otcem byl Johann Jacob Weiss, loutnista na dvorech ve Vratislavi, Drážďanech a Římě. Donedávna se soudilo, že se Sylvius narodil už roku 1686, podle nových výzkumů to ale nejspíš bylo o rok později.

Weiss patřil k nejdůležitějším a nejoriginálnějším skladatelům loutnové hudby v dějinách. Napsal přes 600 skladeb, většinou sonát nebo suit. Skládal i komorní hudbu a koncerty, ale z nich se většinou dochovaly jen sólové party. Znal se s Wilhelmem Friedemannem Bachem, díky němuž se setkal s jeho otcem, Johannem Sebastianem. Při té příležitosti údajně Bach s Weissem soutěžili v improvizaci. Ve stejném roce jako Bach také Weiss zemřel. Byl pochován na Starém katolickém hřbitově v Drážďanech.